# ستولد ساحرة
"ستولد ساحرة" (بالإنجليزية: A Witch Shall Be Born)‏ هي إحدى روايات كونان البربري الأصلية بقلم روبرت هوارد. وقد كتبها هوارد في بضعة أيام فقط في ربيع عام 1934 ونشرت لأول مرة في مجلة حكايات غريبة في عام 1934. وتروي قصة ساحرة تحل محل شقيقتها التوأم كملكة على دولة مدينة، وتدخل في صراع مع كونان الذي كان قائد حرس الملكة. تظهر في القصة موضوعات مثل جنون العظمة، وازدواجية الأخوات التوأم، ولكنها تشمل أيضا عناصر الصراع بين البربرية والحضارة التي هي مشتركة في جميع قصص سلسلة كونان. تعتبر الرواية ككل متوسطة بين باقي السلسلة ولكن يبرز فيها مشهد واحد؛ حيث يصلب كونان في الفصل الثاني من القصة ("شجرة الموت") ويعتبر أحد أبرز المشاهد في السلسلة كلها. وقد أدرج مشهد مشابه في فيلم كونان البربري عام 1982 مع أرنولد شوارزنيغر.